# Rawez Lawan
Rawez Farhad Lawan (sinh ngày 4 tháng 10 năm 1987) là một cầu thủ bóng đá người Thụy Điển gốc Kurd thi đấu ở vị trí tiền vệ cho câu lạc bộ Allsvenskan Dalkurd FF.
Lawan gia nhập AC Horsens vào mùa hè năm 2006, và đóng vai trò quan trọng trong việc trụ hạng của câu lạc bộ ở Danish Superliga 2006–07.
Mùa hè năm 2009 anh ký hợp đồng 4 năm cùng với FC Nordsjælland.
Vào ngày 7 tháng 1 năm 2013 anh ký bản hợp đồng 3 năm với đội bóng Thụy Điển IFK Norrköping.
Ngày 18 tháng 12 năm 2006 Lawan được triệu tập vào U-21 Thụy Điển.

## Danh hiệu

### Câu lạc bộ
- Allsvenskan:
  - Vô địch: 2015
- Danish Superliga:
  - Vô địch: 2011–12
- Cúp bóng đá Đan Mạch:
  - Vô địch (2): 2009–10, 2010–11